# Korytné
Korytné es un municipio del distrito de Levoča en la región de Prešov, Eslovaquia, con una población estimada, a finales del año 2020, de 85 habitantes. 
Se encuentra ubicado al suroeste de la región, cerca del río Hernád (cuenca hidrográfica del río Tisza) y de la frontera con la región de Košice.

## Demografía
| Año        | 1994 | 2004 | 2014     | 2024    |
| ---------- | ---- | ---- | -------- | ------- |
| Población  | 0    | 112  | 92       | 98      |
| Diferencia |      | –    | −17,85 % | +6,52 % |

| Año        | 2023 | 2024    |
| ---------- | ---- | ------- |
| Población  | 103  | 98      |
| Diferencia |      | −4,85 % |